# Triumph (Guyana)
Triumph es una localidad de Guyana en la región de Demerara-Mahaica.
Forma parte del Consejo vecinal democrático 407.

## Demografía
Según censo de población 2002 contaba con 4523 habitantes. La estimación 2010 refiere a 4752 habitantes.
Población económicamente activa
| Dato      | Funcionarios | Profesionales y técnicos | Clero | Comercio y Servicios | Act. agrícolas | Act. industriales | Ocup. elementales | S/D  | Total |
| --------- | ------------ | ------------------------ | ----- | -------------------- | -------------- | ----------------- | ----------------- | ---- | ----- |
| Población | 34           | 181                      | 122   | 552                  | 78             | 144               | 395               | 1602 | 3128  |